# پیوس دهم
پاپ پیوس دهم (به انگلیسی: Pius X) یکی از پاپ‌های کلیسای کاتولیک رم بود که در ایتالیا به دنیا آمد و از ۱۹۰۳ تا ۱۹۱۴ میلادی پاپ بود. دوره پاپی وی با دوره اوج بحران کلیسا مصادف شد، وی مدرنیته را محکوم و هر نوع سازش میان آموزه‌های کاتولیکی و عقاید جدید را رد کرد. در سال ۱۹۱۰، گالری سنگ‌شناسی عبری در داخل موزه پیوکریسشن شکل گرفت که دربرگیرنده ۱۳۷ سنگ نوشته عبری از گورستان‌های باستانی در رم است و بعدها توسط پاپ ژان بیست و سوم، از قصر لاتران به ساختمان داخلی واتیکان منتقل و در سال ۱۹۷۰ افتتاح شد.
وی در ۲۰ اوت ۱۹۱۴ در واتیکان درگذشت.